# Средиземноморский поход Ушакова
Средиземноморский поход Ушакова (1798—1800) — боевые действия русской эскадры под командованием вице-адмирала (с 1799 адмирал) Ф. Ф. Ушакова, которые проходили в рамках войны России в составе 2-й коалиции против Франции на средиземноморском театре военных действий.

## Предпосылки
После вступления Российской империи совместно с Османской империей в антифранцузскую коалицию, вследствие чего Турция стала союзником России, вице-адмиралу Ушакову было поручено возглавить Средиземноморскую экспедицию.

## Поход
12 августа 1798 года эскадра под командованием Ушакова в составе 6 линейных кораблей, 7 фрегатов, 3 авизо и десанта (1700 морских гренадер Черноморских флотских батальонов и 35 гардемарин Николаевского флотского училища) вышла из Севастополя и взяла курс на Стамбул. В Стамбуле под начальство Ушакова была передана эскадра Кадыр-бея в составе 4 линейных кораблей, 6 фрегатов, 4 корветов и 14 канонерских лодок, после чего объединённый флот выступил в поход.
За 6 недель русский морской десант занял Ионические острова: Китиру, Закинф, Кефалонию и Лефкас, после чего флот приступил к операции по овладению островом Корфу.

### Осада Корфу
На Корфу французы имели следующие силы: 3000 солдат, 650 орудий и плюс 500 солдат и 5 артиллерийских батарей на острове Видо, который прикрывал главную крепость с моря. Также на острове Корфу находились губернатор островов генерал Шабо и генеральный комиссар республики Дюбуа. Кроме того, там находилась французская эскадра в составе: 2 линейных корабля, 1 фрегат, 1 бомбардирский корабль и несколько вспомогательных судов.
Первоначально Ушаков блокировал крепость с моря. Позже он договорился с повстанцами, и они дали 2 000 солдат. Кроме того, турки прислали 4250 солдат из Албании (втрое меньше обещанного). Штурм Корфу начался в 7 часов утра 18 февраля 1799 года (ст. ст.). После корабельной бомбардировки на острове Видо было уничтожено 2 батареи из 5 и был высажен 2-тысячный десант. После боя русские взяли в плен 423 француза. 20 февраля 1799 года крепость капитулировала. В плен сдались 2931 человек. Были захвачены богатые трофеи: 16 кораблей, 630 орудий и прочее имущество. За этот штурм Ушаков был произведён в адмиралы.

### Дальнейшие действия
4 мая 1799 года в Бриндизи, который был освобождён 23 апреля 1799 года, был высажен отряд капитан-лейтенанта Белли в составе 550 солдат, который очистил побережье от неприятеля и двинулся к Неаполю, где 25 мая он соединился с союзниками и участвовал со 2 по 8 июня в штурме города.
5 мая 1799 года отряд контр-адмирала Пустошкина начал блокаду Анконы. 30 мая в Пезаро был высажен десант майора А. Ю. Гамена в составе 200 солдат, который с местными повстанцами 1 июня взял крепость Фано. После известия о выходе франко-испанской эскадры в Средиземное море они были отозваны Ушаковым в Корфу.
2 июля эскадра неприятеля вернулась в Брест, и Ушаков приказал капитану 2-го ранга Войновичу выступать на Анкону. 6 июля отряд кораблей вышел в море, 12 июля был взят Пезаро, и русские войска, объединившись с неаполитанскими, 20 июля взяли Фано и стали блокировать Анкону. Тем временем Ушаков отремонтировал свои суда и, оставив 3 линейных корабля, 4 фрегата и 1 корвет в Архипелаге, с главными силами в составе 10 линейных кораблей, 6 фрегатов и 6 меньших судов 24 июля выступил в Мессину, куда прибыл 3 августа. Здесь была снаряжена эскадра контр-адмирала Пустошкина для крейсирования у Ливорно и Генуи.
По просьбе неаполитанского короля в Неаполь для охраны порядка в городе было направлено 3 фрегата под командованием Сорокина. Сам Ушаков с эскадрой в составе 7 линейных кораблей, 1 фрегата, 4 лёгких судов направился в Палермо для встречи с Нельсоном. 25 августа оба адмирала отбыли в Неаполь.
В конце августа 1799 года турки вынудили своего адмирала идти к Константинополю. 19 сентября десантный отряд полковника Скипора в составе 818 солдат вступил в Рим. Тем временем союзная Австрия дипломатическим путём завладела Анконой, уже наполовину взятой Войновичем.

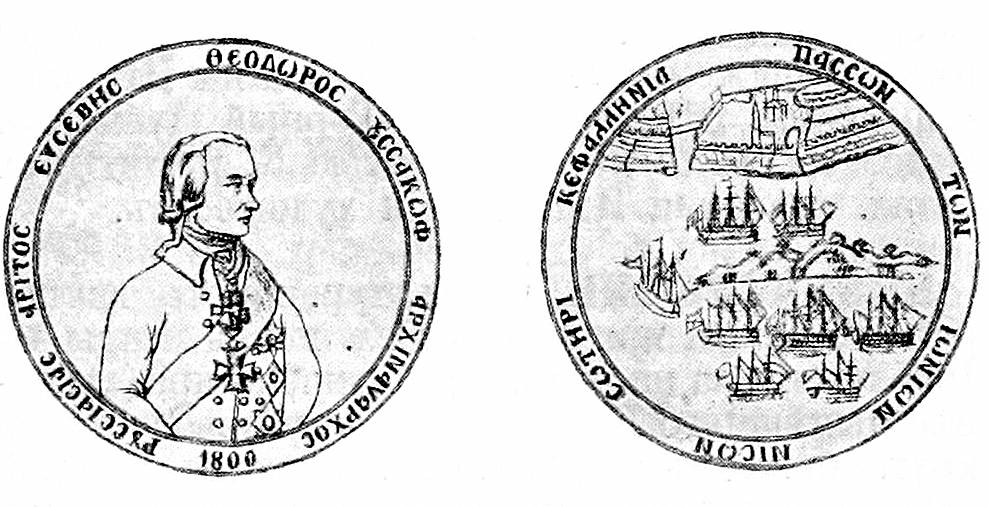
Медаль подаренная Ушакову в 1800 году жителями Кефалинии (рис. из «ВЭС»)

Нельсон, убедившись, что со своими войсками ему не взять Мальты, предложил Ушакову принять участие в осаде. 20 декабря русская эскадра в составе 7 линейных кораблей, 1 фрегата, 8 малых судов и с 2000 морскими гренадерами вышла из Неаполя. Прибыв в Мессину 22 декабря, адмирал получил приказ возвратиться в Чёрное море. 1 января эскадра вышла из Мессины и 8 января прибыла в Корфу. После ремонта кораблей 10 апреля было получено повеление содействовать англичанам в осаде Мальты.
Но 15 июня 1800 года после поражения при Маренго Австрия подписала перемирие с Францией. Крейсерства стали бесперспективными, и император Павел I приказал вести эскадру в Чёрное море. При уходе русского флота с Ионических островов в Чёрное море кефалонийцы, в знак признательности, поднесли Ушакову большую золотую медаль с изображениями адмирала (надпись вокруг: «Доблестный благочестивый Федор Ушаков, главнокомандующий русским флотом»), крепости Корфу и островка Видо, между которыми стоят 2 французских корабля, а перед Видо — 6 русских кораблей (надпись: «Всех Ионических островов спасителю Кефалония»).
26 октября 1800 года эскадра вернулась в Севастополь.

## Итоги
За два с половиной года похода российская эскадра не потеряла ни одного корабля, однако лишилась около 400 человек. В результате экспедиции Россия обрела базу на Средиземном море, усилив своё присутствие в этом регионе.

## В кинематографе
- Средиземноморскому походу Ф. Ф. Ушакова посвящён художественный фильм «Корабли штурмуют бастионы» (СССР, 1953, режиссёр — Михаил Ромм). В роли Ф. Ф. Ушакова — Иван Переверзев.